# 上沃爾法赫
上沃尔法赫是德国巴登-符腾堡州的一个市镇。总面积51.27平方公里，总人口2673人，其中男性1326人，女性1347人（2011年12月31日），人口密度52人/平方公里。世界著名的上沃爾法赫數學研究所位於此地。

## 地理
上沃爾法赫位於黑森林的中心，城鎮所在海拔界於270至948公尺，金齊希河的支流沃爾夫河流經此地。